# Leptodoras cataniai
Leptodoras cataniai es una especie de peces de la familia Doradidae en el orden de los Siluriformes.

## Morfología
• Los machos pueden llegar alcanzar los 19,4 cm de longitud total.

## Hábitat
Es un pez de agua dulce  y de clima tropical.

## Distribución geográfica
Se encuentran en Sudamérica: río Negro y Canal Casiquiare (Brasil y Venezuela ).